# George Washington Montgomery
George Washington Montgomery, o Jorge Montgomery (Alicante, 1804 - Washington, 5 de junio de 1841) fue un escritor e hispanista español y estadounidense.

## Biografía
Era hijo de John Montgomery, de origen irlandés pero que había vivido en Boston y se había establecido en Alicante, donde tenía negocios y era cónsul de los Estados Unidos, y de quizás una española. Se educó en Inglaterra, y allí pasó varios años estudiando humanidades en Exeter; de regreso a España fue agregado como traductor a la Legación de los Estados Unidos en Madrid tras trabajar como secretario del marqués de Casa Irujo, Carlos Martínez de Irujo y Tacón (1763–1824), antiguo ministro de Asuntos Exteriores de Fernando VII, que estaba casado con una dama estadounidense, Sarah Maria Theresa McKean (1780–1841), con la que sostuvo George una larga amistad. Gracias al ministro Alexander H. Everett Washington Irving conoció a su homónimo en la tertulia madrileña de doña Sarah McKean, ya viuda por entonces (1826), y la amistad entre ambos no se interrumpió ya nunca. Irving lo menciona con frecuencia, así como a su hermana, en sus diarios y cartas, en especial entre 1826 y 1827, como asistentes a cenas y reuniones sociales donde iban Longfellow, Everett y Obadiah Rich.
Montgomery conocía varias lenguas y era un buen latinista; por eso lo recomendó Irving a Martin van Buren para ocupar el consulado de Oporto en 1831; no parece que obtuviera el puesto, pues en enero de 1834 Irving volvió a recomendarlo para cualquier puesto vacante en el Departamento de Estado que requiriera conocimiento de lenguas y pedía para él un aumento de sueldo. Al fin logró entrar en la carrera diplomática y salió de Washington en diciembre de 1835 como cónsul en San Juan de Puerto Rico, y tres años después (1838) fue enviado a Guatemala. Irving le recomendó después para otro cargo en el ministerio de Estado en 1841; pero estando por entonces de cónsul en Tampico, enfermó y lo destinaron a la Ciudad de México como Secretario; regresó a Washington y trabajó intermitentemente como «copier and indexer» y murió allí en 1841.

## Obra
Escribió adaptaciones de algunas obras menores de Washington Irving en Tareas de un solitario y la primera traducción castellana de The Chronicle of the Conquest of Granada de este autor. Tareas de un solitario, o nueva colección de novelas fue su primer libro, publicado de forma anónima (1829). Está formado por seis relatos breves de relativa originalidad y tuvo algunos problemas, pues la censura vio en El serrano de las Alpujarras alusiones denigrantes a Fernando VII. En 1831 salió en Madrid su traducción de Irving Crónica de la conquista de Granada, algo compendiada y resumida. Un año después vio la luz El bastardo de Castilla, «novela histórica, caballeresca, original» sobre el romántico héroe medieval Bernardo del Carpio. En América escribió Narrative of a journey to Guatemala, in Central America, in 1839, tras una intensa y dilatada misión diplomática tras la caída del régimen liberal de Gálvez y el ascenso del dictador Carrera. Siguió "The Spaniards: their character and customs", artículo divulgativo escrito para The Southem Literary Messenger, V (August 1839, págs. 519-520). En la misma revista publicó "The Ballad of Sancha of Castille and the Count Alarcos"", firmado por sus siglas y fechado en septiembre de 1829 (V, October 1839, págs. 688–689). Es un poema narrativo que evoca romances españoles, escrito en cuartetos como las baladas inglesas, con versos yámbicos, tetrámetros los impares y trímetros los pares y rima consonante; los versos pares son libres. Francisco the Avenger, drama en tres actos, se publicó sin fecha ni pie de imprenta en inglés. Se sitúa en la Venecia convencional del Romanticismo y abunda en las truculencias de esta estética.

### Del autor
- 1829. Tareas de un solitario, o nueva colección de novelas, Madrid, Imprenta Espinosa.
- 1831. Crónica de la conquista de Granada. Escrita en inglés por Mr. Washington Irving. Traducida al castellano por D. Jorge W. Montgomery, Madrid, Imprenta de I. Sancha, 2 vols.
- 1832. El bastardo de Castilla, Madrid, Imprenta de I. Sancha.
- 1839a. Narrative of a journey to Guatemala, in Central America, in 1838, New York, Wiley & Putnam.
- 1839b. «The Spaniards: Their character and customs», The Southern Literary Messenger, V August, págs. 519-520.
- 1839c. «The Ballad of Sancha of Castille and The Count Alarcos», The Southern Literary Messenger, V, October, 688-689.
- s. f. Francisco the Avenger. A Play, in five acts, s. l., s. e.

### Sobre el autor
- Salvador García Castañeda, «Acerca de George Washington Montgomery, Washington Irving y otros hispanistas norteamericanos de la época fernandina», en VV. AA., Ideas en sus paisajes: homenaje al profesor Russell P. Sebold, Alicante, Universidad, 1999, pp. 195–201.

## Traducciones al español
- 1833, Blancanieves, escrita por Jacob y Grimm Wilhelm, Madrid

- Datos: Q5877962